# Emschertainment
Die emschertainment GmbH mit Sitz in Gelsenkirchen ist zu 100 % eine Tochtergesellschaft der Stadtwerke Gelsenkirchen. Das Unternehmen fungiert als Veranstalter und Veranstaltungsdienstleister. Geschäftsführer ist seit ihrer Gründung Helmut Hasenkox. Aktuell betreibt die Gesellschaft drei Häuser exklusiv in Gelsenkirchen: Die Heilig-Kreuz-Kirche, das Bürgerforum im Hans-Sachs-Haus sowie die KAUE.

## Geschichte
Die emschertainment GmbH wurde 2004 mit der Intention gegründet, eine städtische Betriebsgesellschaft für den Konzertsaal im Hans-Sachs-Haus einzurichten, welcher zu diesem Zeitpunkt umfassend saniert werden sollte. Da sich diese Sanierung bis 2013 erstreckte, übernahm die Gesellschaft zwischenzeitlich andere Aufgaben des Veranstaltungsmanagements im Auftrag der Stadt. So organisierte die emschertainment GmbH beispielsweise das Fan-Fest zur Fußball-WM 2006 in der Glückauf-Kampfbahn, wo an 31 Tagen ca. 500.000 Besucher verzeichnet wurden. Im Zuge des Fan Fests veranstaltete die emschertainment GmbH neben den Public-Viewing-Veranstaltungen auch Konzerte mit Künstlern wie Bryan Adams, Tokio Hotel, Status Quo oder den Fantastischen Vier. Ähnlich große Veranstaltungen führte die Gesellschaft auch anlässlich der Fußball-EM 2008 oder im Rahmen der RUHR 2010 durch. Im Anschluss des Kulturhauptstadtjahres 2010 entwickelte die emschertainment ein Open-Air Format mit dem Titel BLIND DATE für Gelsenkirchen, das insgesamt siebenmal mit bis zu 10.000 Besuchern stattfand.

## Profil
In den von ihr betriebenen Häusern führt die Gesellschaft nicht nur eigene Veranstaltungen durch, sondern vermietet diese Räume darüber hinaus an externe Nutzer jeglicher Provenienz für Kulturveranstaltungen, Tagungen, Kongresse oder Gala-Veranstaltungen. Diese Veranstaltungsdienstleistung der emschertainment GmbH erlaubt in den flexibel nutzbaren und hochwertigen Räumlichkeiten der KAUE, der Heilig-Kreuz-Kirche sowie dem Hans-Sachs-Haus unterschiedliche Programmformate, die von den Mitarbeitern der Gesellschaft bei der Konzeption, Kalkulation sowie Umsetzung begleitet werden.

## Veranstaltungshäuser

### Die KAUE
Hinter dem Sammelbegriff KAUE verbirgt sich ein Gebäudeensemble an der Wilhelminenstraße 176 in Gelsenkirchen-Schalke, welches bis in die 1970er Jahre Teil der Schachtanlage Wilhelmine-Victoria ¼ war. Nach der Schließung der Zeche und jahrelangem Leerstand wurden die Räumlichkeiten in den 1980er Jahren zu einem Soziokulturellen Zentrum umgebaut. In den Folgejahren wurde die KAUE überregional bekannt als Spielstätte für Konzerte sowie Kleinkunst- und Kabarettveranstaltungen im Clubformat mit bis zu 500 Besuchern. Sie gehört heute zu den bekanntesten Veranstaltungsorten aus diesem Marktsegment in ehemaligen Industrieanlagen und ist ein tragender Bestandteil des Gelsenkirchener Kultur- und Szenelebens. Die Besitzsituation wechselte in der nachindustriellen Zeit mehrfach. Heute gehört die KAUE der VEWO Immobiliengesellschaft mit Sitz in Gelsenkirchen. Exklusiver Betreiber der KAUE als Kulturstandort ist die emschertainment GmbH.

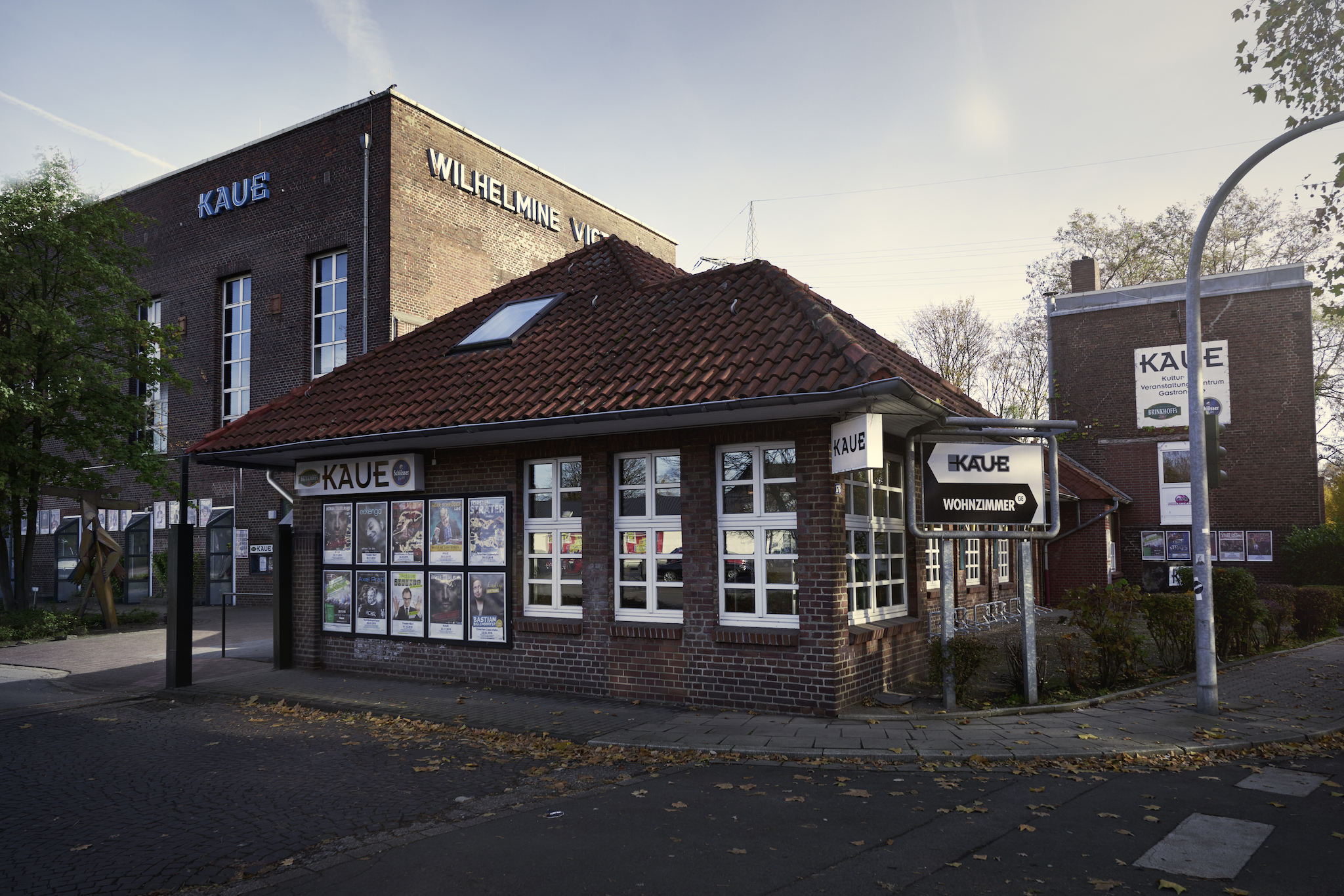
Außenansicht
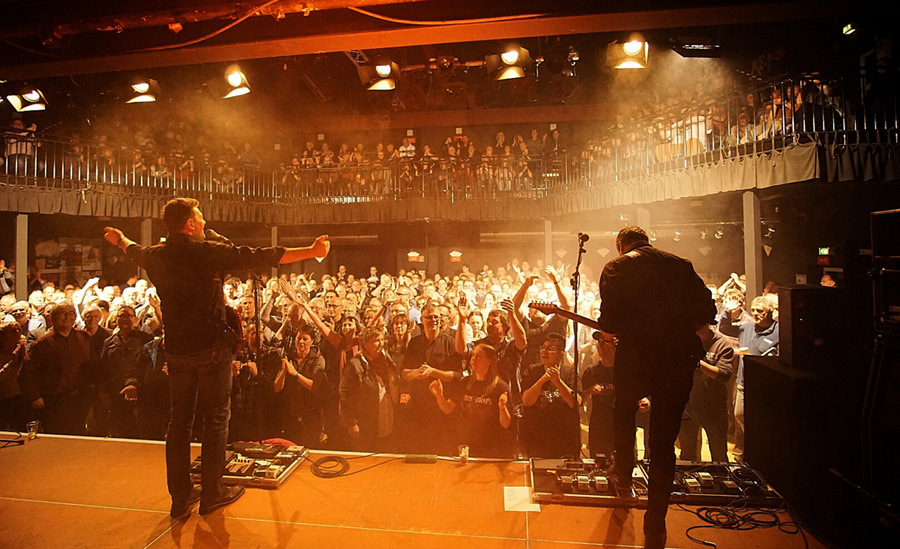
Veranstaltungssaal

### Die Heilig-Kreuz-Kirche
Die Heilig-Kreuz-Kirche wurde ab 1927 nach den Plänen des Architekten Josef Franke im Stil des Backsteinexpressionismus und der Neuen Sachlichkeit erbaut. Als Zentrum der katholischen Gemeinde Ückendorf bot sie damals Platz für 1.000 Kirchenbesucher. Im Zuge der Neuordnung der Pfarreien im Bistum Essen wurde die Heilig-Kreuz-Kirche 2007 außer Dienst gestellt. Dem imposanten Bauwerk drohte der sukzessive Verfall. 2016 beschloss die Stadt unter der Regie des damaligen Oberbürgermeisters Baranowski, das Gebäude von der Kirche zu erwerben und es mit einem Zuschuss von fast 10 Mio. Euro des Landes NRW aus dem Förderprogramm „Starke Quartiere – Starke Menschen“ zu einem Kulturstandort zu entwickeln. Im ehemaligen Kirchenschiff entstand mit dieser Entscheidung ein hochwertig renovierter Veranstaltungssaal für bis zu 800 Besucher, in welchem sowohl konzertante Veranstaltungen, Comedy-Shows oder auch Tagungen, Kongresse und alle Formate der Kleinkunst aufgeführt werden. Die Kirche hat eine große Bedeutung für das Projekt Kreativquartier Ückendorf. Mit quartiersnahen Angeboten wirkt die Kirche integrativ in den Stadtteil Ückendorf hinein, gewinnt aber auch mit prominent besetzten und überregional ausgerichteten Veranstaltungen ein breites Publikum aus dem gesamten Ruhrgebiet. Exklusiver Betreiber der Heilig-Kreuz-Kirche als Kulturstandort ist die emschertainment GmbH.

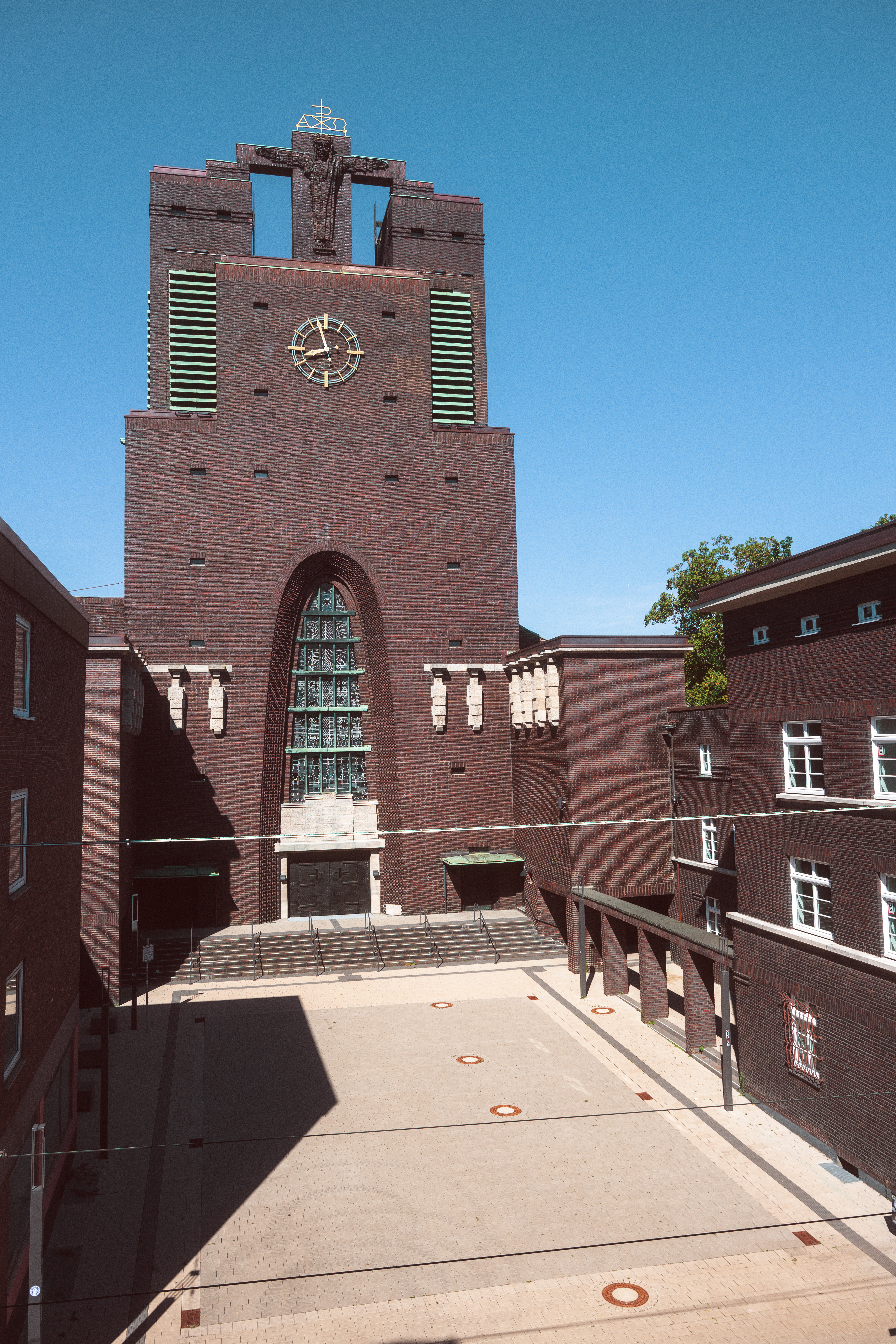
Außenansicht
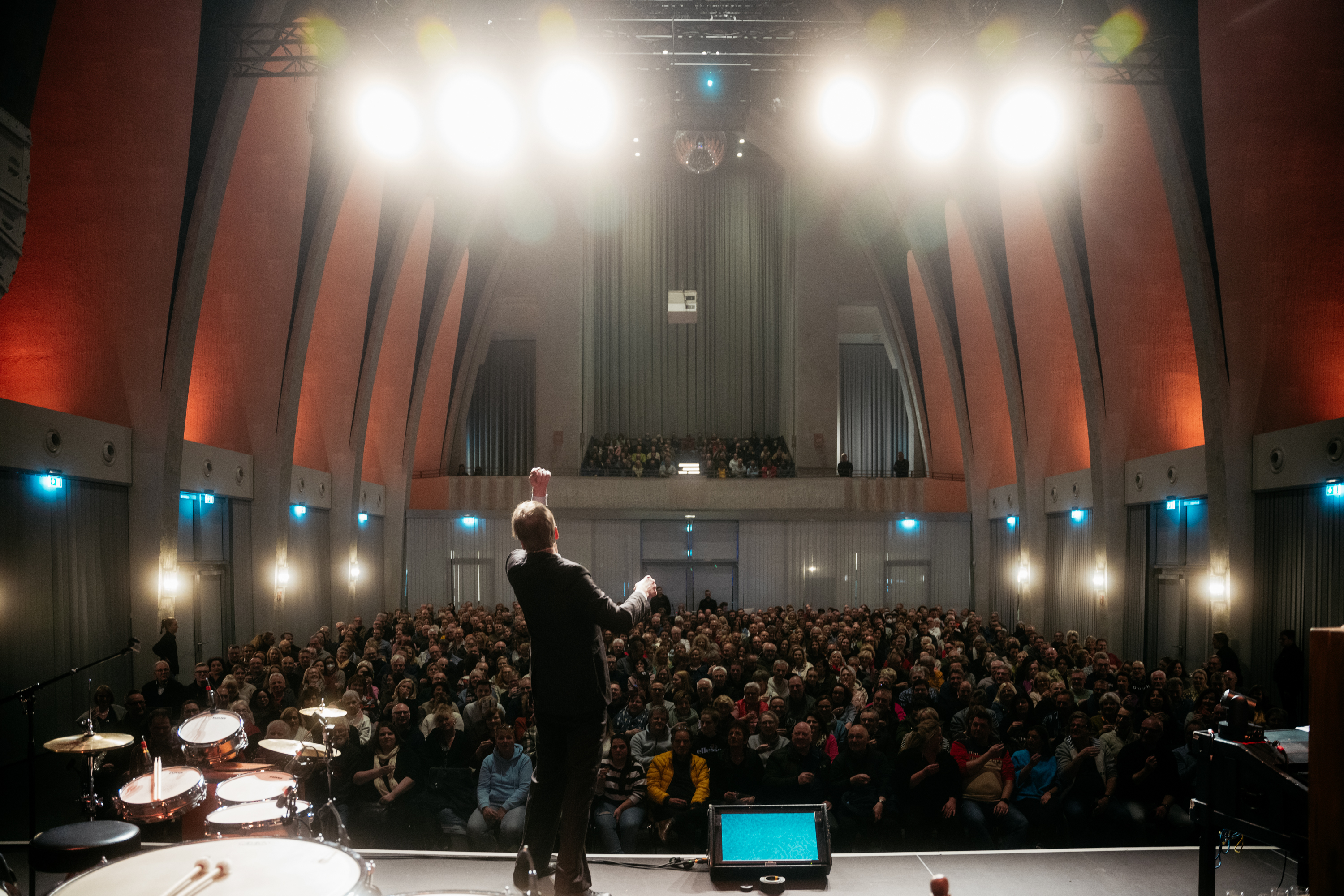
Veranstaltungssaal

### Das Hans-Sachs-Haus
Mit dem Hans-Sachs-Haus erhielt Gelsenkirchen in den 1920er Jahren ein einmaliges Zentrum für Verwaltung, Politik und Kultur. Der darin liegende Konzertsaal wurde auch als Theater, Oper, Kinosaal und als Kongresszentrum genutzt. Er war Schauplatz politischer Veranstaltungen jeglicher Couleur. Schriftsteller und Wissenschaftler hielten Vorträge, Messen und Ausstellungen fanden ihr Publikum, Berufsverbände, Karnevalsvereine und Schulen feierten hier. Einer langen und schwierigen Umbauphase ab 2002 folgte 2013 die Neueröffnung des Hauses. Die Tradition der Vereinigung von Politik, Verwaltung und Kultur in einem Gebäude wird seither weiter fortgesetzt. Mit dem Bürgerforum und dem Atrium verfügt das Gebäude über eine multifunktionale Veranstaltungsfläche für unterschiedlichste Formate. Tagungen, Konzerte, Empfänge und Kulturveranstaltungen sowie glanzvolle Galas finden wieder im Hans-Sachs-Haus statt. Das Gebäude und seine Angebote werden von den Bürgern als gute Stube der Stadt wahrgenommen. Exklusiver Betreiber des Bürgerforums und des Atriums als Veranstaltungsstandort im Hans-Sachs-Haus ist die emschertainment GmbH.

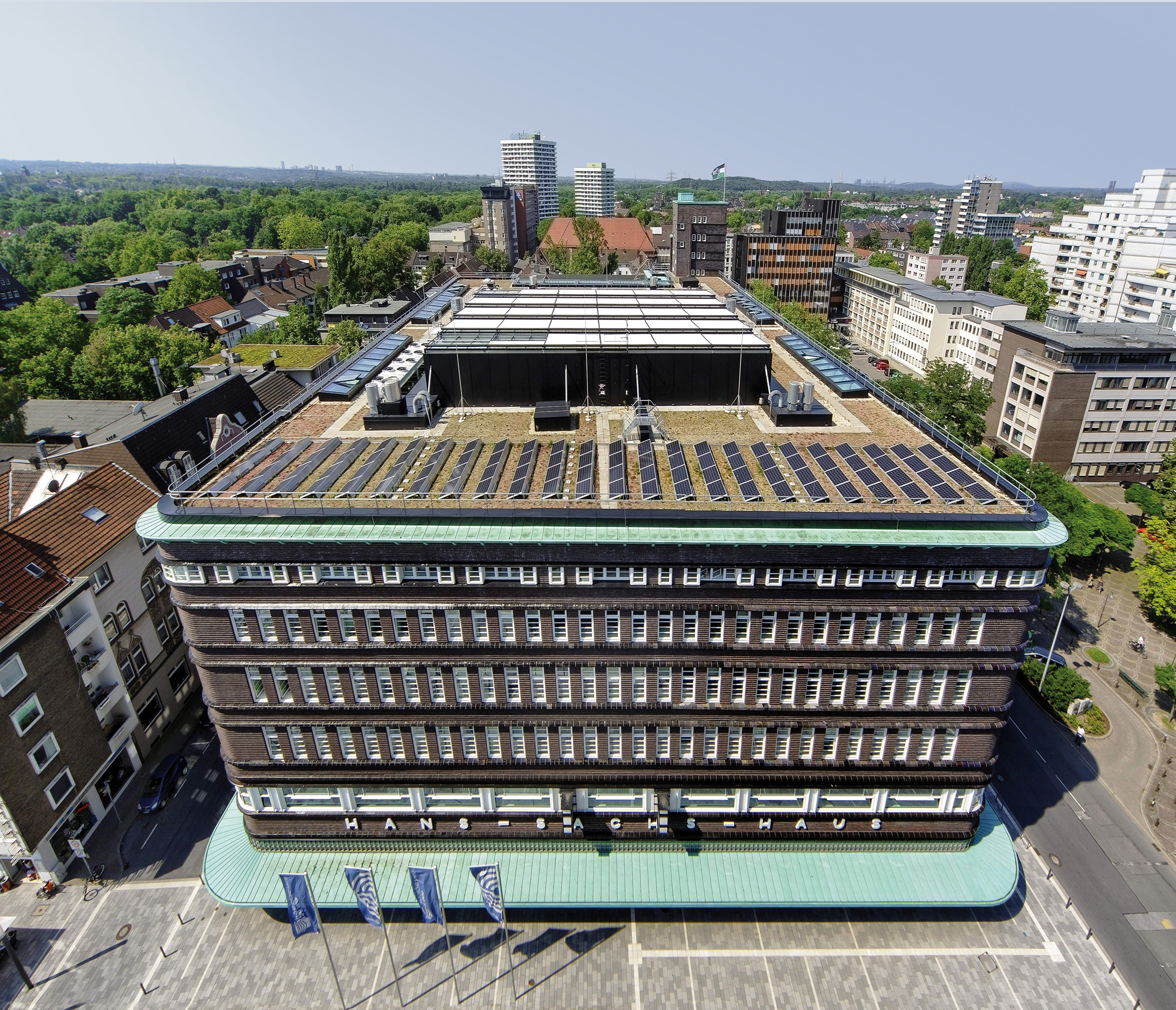
Außenansicht
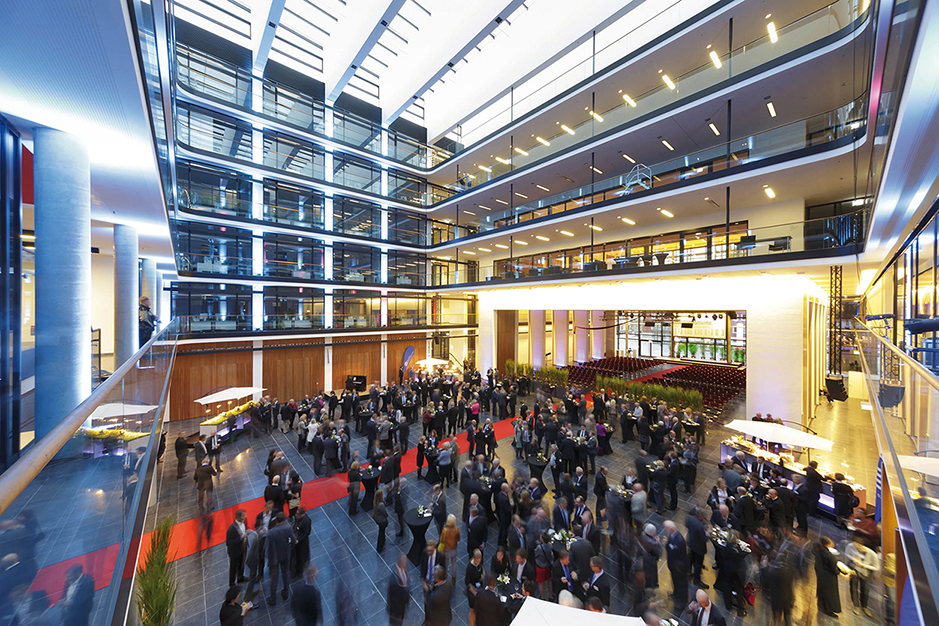
Atrium und Bürgerforum